# يوحنا الثاني

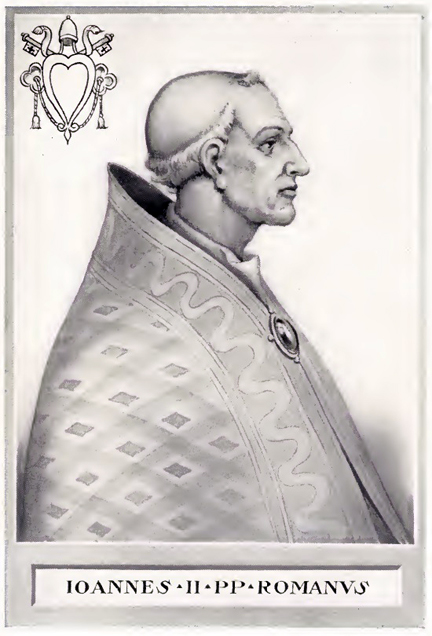
يوحنا الثاني

يوحنا الثاني (باللاتينية: Ioannes II) ـ (470 ـ 8 مايو 535) هو بابا الكنيسة الكاثوليكية في الفترة من 2 يناير 533 وحتى وفاته سنة 535.
ولد يوحنا الثاني في روما سنة 470، وكان اسمه عند ولادته ميركوريوس، وكان اسم أبيه بروجكتوس. رسم ميركوريوس قسًا لكاتدرائية سان كليمنتي، ثم رسم بابا في 2 يناير 533.
يعرف يوحنا الثاني بأنه أول بابا كاثوليكي يتخذ اسمًا بابويًا عند تبوئه كرسي البابوية؛ حيث كان اسمه الأصلي اسمًا ثيوفوريًا يمجد الإله الروماني ميركوريوس.